# Мірошниченко Вероніка Юріївна
Вероніка Мірошніченко (нар. 19 листопада 1997) — українська тенісистка, яка представляє Росію.
Мірошниченко народилася в Москві в родині українців, але виросла у Запоріжжі, Україна, перш ніж емігрувати до Сполучених Штатів. У зв'язку з народженням у РФ вона має російський паспорт і була змушена представляти країну, однак вона ідентифікує себе як українка і станом на 2023 рік перебуває в процесі офіційної заміни паспорта.
31 липня 2023 року вона досягла найвищого рейтингу WTA в одиночному розряді 378. Вона також має найвищий рейтинг WTA в парному розряді 239, досягнувши 28 серпня 2023. Мірошниченко грає в теніс в університеті Лойоли Мерімаунт.

## Кар'єра
У травні 2023 року Мірошниченко виграла свій перший титул за 60 тисяч доларів у Пелемі, штат Алабама, в одиночному розряді.